# Asystasia amoena
Asystasia amoena är en akantusväxtart som beskrevs av William Bertram Turrill. Asystasia amoena ingår i släktet Asystasia och familjen akantusväxter. Inga underarter finns listade i Catalogue of Life.